# Kartuzi

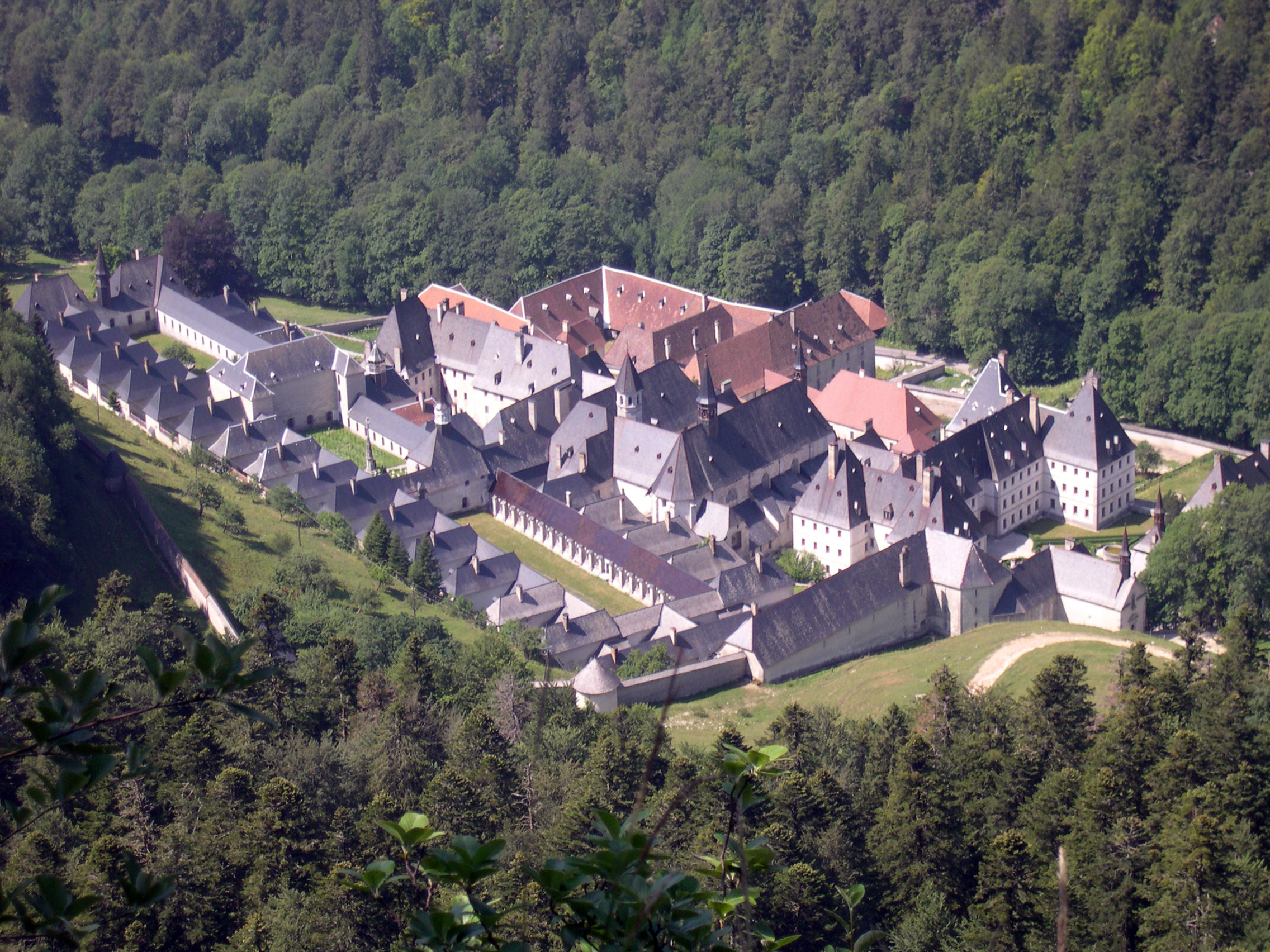
La Grande Chartreuse

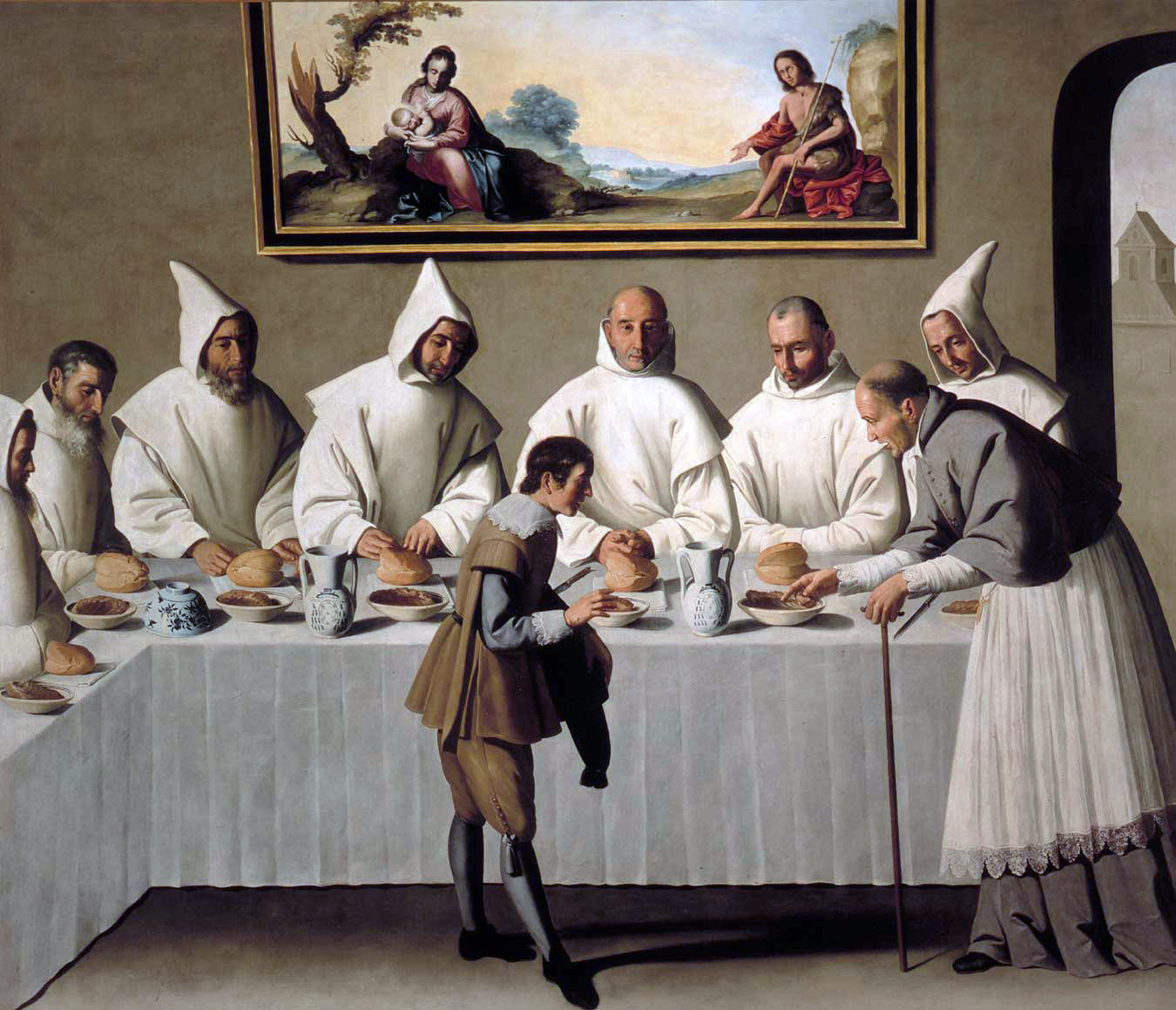
Kartuzi w refektarzu (obraz Francisca de Zurbarána, ok. 1655)

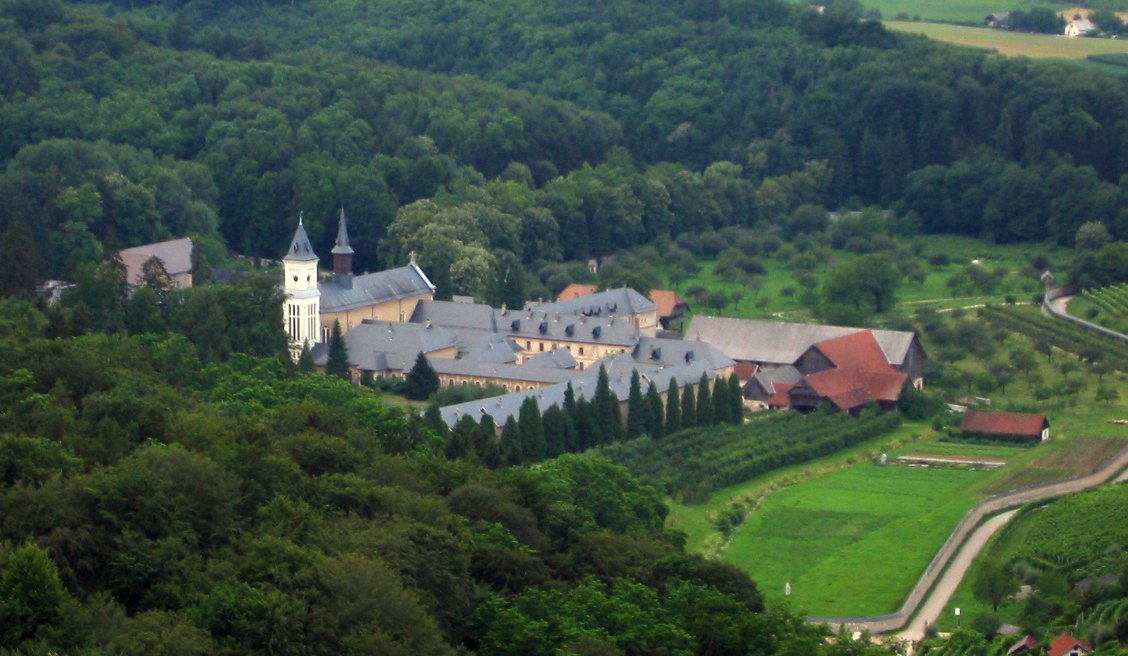
Klasztor Platerje – jedyna kartuzja w Słowenii

Kartuzi – katolicki zakon męski i żeński o bardzo surowej regule, założony 15 sierpnia 1084 przez św. Brunona z Kolonii. Reguła zakonna, zwana „Consuetudines Cartusiae”, została spisana przez piątego przeora Wielkiej Kartuzji, Guigo I już po śmierci założyciela. Nazwa pochodzi od zlatynizowanej nazwy pierwszej siedziby kartuzów – La Grande Chartreuse pod Grenoble we Francji (łac. Cartusia).

## Charakterystyka
Zakon kartuzów jest jedynym zakonem w Kościele katolickim, którego reguła nie zmieniła się od prawie 1000 lat. W zakonie obowiązują niezmienione od wieków zasady zachowywania; milczenia, modlitwy, postu, pracy i przebywania w samotności przez większą część dnia.
W średniowieczu mnisi zajmowali się głównie przepisywaniem ksiąg i studiowaniem pism ojców kościoła. Kartuskie klasztory słynęły ze wspaniałych bibliotek, a kartuscy mnisi uchodzili za najlepiej wykształconych. W strukturze zgromadzenia zachowany jest podział na 3 grupy: mnichów chórowych (ojców), braci konwersów (składających śluby monastyczne) oraz braci donatów, zwanych również laikami (bracia żyjący wg reguły zakonnej, lecz bez ślubów monastycznych). Formacja mnichów trwa 7 lat, w tym czasie mnisi podejmują studia teologiczne (profesorowie przyjeżdżają z wykładami do klasztoru), każdy mnich niezależnie od chóru może podjąć studia. Nieustanny rozwój duchowy i intelektualny jest wpisany w regułę zakonną. Każdy kartuski mnich dąży do osiągnięcia doskonałości duchowej i całkowitego oddania się Bogu poprzez szereg praktyk charakterystycznych tylko dla zakonu kartuzów (Drabina Guigona II).
Mnisi kartuscy przez całe życie zachowują post od pokarmów mięsnych, a w każdy piątek, jak również w wigilię uroczystych świąt, poszczą o chlebie i wodzie. Kartuzi posiadają własny kalendarz liturgiczny. Językiem liturgicznym jest średniowieczna łacina. Msze święte sprawowane są w prastarym rycie kartuskim. Ryt ten posiada wiele elementów wspólnych z liturgią bizantyjską. Zakon kartuzów jako jedyny zachował tzw. małe officium ku czci Najświętszej Maryi Panny, które zawsze poprzedza poszczególne części rozbudowanej liturgii godzin. Officium w całości jest śpiewane. Kartuzi bardzo dużą wagę przywiązują do tradycji i zachowania wierności swojej regule. Aby zachować wewnętrzne skupienie i ciszę, mnisi nie używają telefonów komórkowych, radia, telewizji ani internetu. Informacje ze świata przekazywane są mnichom przez przeora. Mnisi opuszczają klasztor jedynie w ostateczności, nie chcą, aby świat zewnętrzny burzył ich wewnętrzny pokój. Klasztor kartuzów zwykle położony jest na uboczu, otoczony murem nazywany jest kartuzją, mnisi żyją samotnie w oddzielnych eremach z ogrodem. Eremy, odmiennie niż eremy kamedulskie, połączone są ze sobą krużgankami tworząc jedną klasztorną całość. Życie wspólnotowe oparte jest na wspólnych modlitwach w kościele oraz świątecznych rekreacjach, na których zbiera się cała wspólnota. Raz w tygodniu mnisi udają się razem na spacer. Najbardziej czczonymi świętymi zakonu są św. Brunon, św. Hugo, św. Antelm, św. Stefan. Maksymą kartuzów jest zdanie Stat crux dum volvitur orbis! (Krzyż stoi, podczas gdy świat się obraca).
Plan dnia:
- 23:40 pobudka
- 00:00: godzina czytań i Jutrznia z małego officium w celi
- 00:30: godzina czytań i Jutrznia w kościele
- 3:30: sen
- 6:50: pobudka
- 7:00: pryma poprzedzona prymą z małego officium
- 7:30: Anioł Pański, modlitwa
- 8:00: tercja poprzedzona tercją z małego officium
- 8:15: msza konwentualna, dziękczynienie, czytania duchowe, modlitwa
- 10:30: prace ręczne lub studiowanie pism
- 11:15: seksta poprzedzona sekstą z małego officium, pierwszy posiłek, lekka praca lub rekreacja
- 13:15: Anioł Pański, nona poprzedzona noną z małego officium
- 13:30: prace ręczne lub studiowanie pism
- 15:30: nieszpory z małego officium
- 15:45: nieszpory, drugi posiłek, czytanie duchowne, modlitwa
- 18:15: modlitwa
- 18:45: Anioł Pański, kompleta poprzedzona kompletą z małego officium
- 19:15: sen

Habit kartuza składa się z tuniki przepasanej pasem z białej skóry oraz z długiego szkaplerza z kapturem (szkaplerz jest nazywany przez kartuzów „kukullą”). Przód i tył „kukulli” są połączone z sobą po bokach za pomocą dwóch pasów materiału, które stanowią znak ślubów zakonnych, złożona „kukulla” ma kształt krzyża. Nowicjusze w czasie liturgii noszą czarny długi płaszcz z kapturem. Współcześnie na świecie są 24 kartuzje (pięć należy do zakonu żeńskiego), w których łącznie przebywa 370 mnichów i 66 mniszek. Większość kartuzji znajduje się w Europie, poza nią istnieją w Ameryce Południowej (Argentyna i Brazylia), a także (jedna) w USA (w stanie Vermont). Powstała również nowa fundacja w Korei Południowej. W XX w. powstała nowa Wspólnota monastyczna od Betlejem, od Wniebowzięcia Najświętszej Dziewicy Maryi i od świętego Brunona, która mimo nazwy jest zupełnie oddzielnym zgromadzeniem zakonnym choć także o pustelniczym charyzmacie. W Polsce jest obecna również fraternia zakonu działająca na zasadzie wspólnoty modlitewnej z kierownikiem duchowym (ksiądz katolicki), kierująca się ideałami życia kartuskiego i modląca się o powołania do życia kontemplacyjnego. Z duchowością zakonu (mistyka kartuzjańska) można zapoznać się w nielicznych tłumaczeniach pozycji wydawanych przez mnichów z Zakonu Kartuzów np.: Życie w bliskości Chrystusa tom I i II - wydawnictwo eSPe, Rana Miłości Konferencje kartuskie czy Miłość i milczenie - Wydawnictwo Benedyktynów Tyniec. Ciekawą pozycją jest również Moc Milczenia autorstwa kardynała Roberta Saraha oraz Nicolasa Diat, w której jeden z rozdziałów napisał generał zakonu dom Dysmasa de Lassus od czterdziestu lat żyjący jako mnich kartuz.

## Kartuzi w Polsce
W Polsce kartuzi byli obecni od XIII wieku. Dwa najstarsze klasztory powstały na pograniczu Królestwa Polskiego, na Spiszu: 
- w 1307 Cartusia S. Ioannis Baptistae (Cartusia Lapidis Refugii, Chartreuse de Lethenkow(inne języki)) w miejscowości Lethenkow w pobliżu Nowej Wsi Spiskiej
- w 1319 Cartusia Vallis S. Antonii nad Dunajcem w Pieninach.

Część kolejnych klasztorów powstających w Polsce uległa całkowitemu zniszczeniu (brak zachowanych śladów). Wśród udokumentowanych wydarzeń w historii kartuzów wymienia się m.in.:

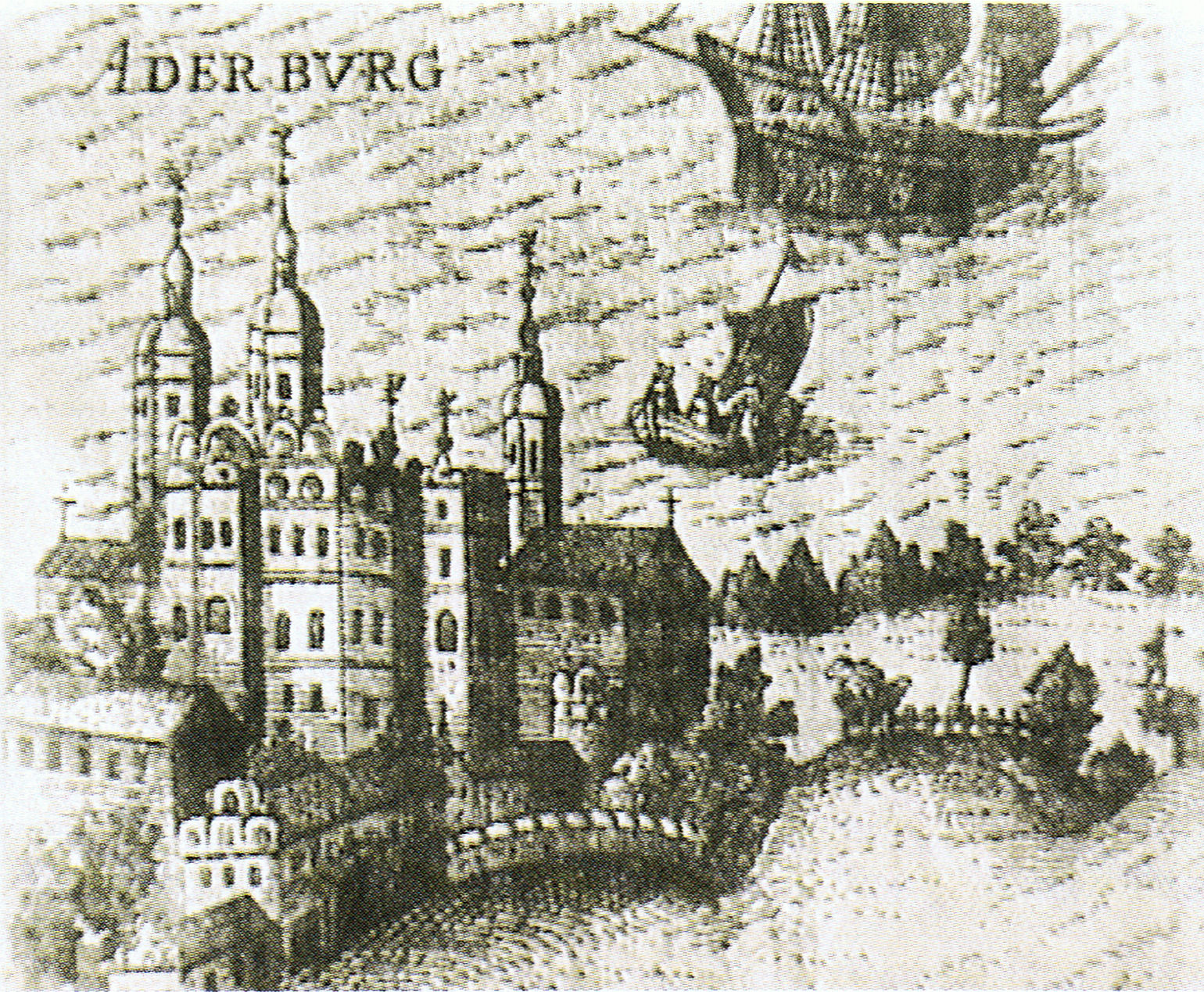
Zamek Odrzański

- w 1360 książę szczeciński Barnim III sprowadził zakonników i w Grabowie pod Szczecinem ufundował im kartuzję Gottesgnade (dosł. łaska Boża); w połowie XVI w. (reformacja) kartuzi opuścili Grabowo, a posiadłości klasztorne przekształcone zostały w domenę książęcą (zob. Barnim IX i historia Zamku Odrzańskiego),
- w 1381 Jan z Rusocina założył kartuzję pod Gdańskiem w Kartuzach – Paradisus Beatae Mariae. Fundacja kartuska w XVIII w. słynęła z bogactwa, wyrobu słynnego likieru i działalności charytatywnej,
- z inspiracji księcia brzesko-legnickiego Ludwika II w latach 1423-1424, powstał również klasztor Passionis Christi na wschód od stolicy księstwa legnickiego[3], na prawym brzegu Kaczawy,
- w 1477 w Świdwinie (u schyłku panowania krzyżackiego) został wybudowany klasztor zakonu kartuzów (sekularyzowany w 1539)[4],
- kartuzję Domus Compassion Mariae w Gidlach k. Radomska założyła w 1642 wdowa po podkomorzyn koronnym Zuzanna z Dębskich Oleska,
- w 1648 Kazimierz Lew Sapieha w Berezie Kartuskiej nad Jasiołdą w województwie brzeskolitewskim założył kartuzję św. Krzyża,
- pierwotną fundacją kartuską był klasztor kamedułów na krakowskich Bielanach.

## W kulturze masowej
Kartuzi produkują likier Chartreuse o specyficznej recepturze, którego nazwa pochodzi od ich siedziby La Chartreuse. W 2006 r. wszedł na ekrany kin (w Polsce 2 lutego 2007) film Philippa Groninga Wielka cisza, opowiadający o życiu kartuzów w Wielkiej Kartuzji La Grande Chartreuse; w filmie oprócz śpiewów, krótkich rozmów oraz dźwięków otoczenia brak podkładu dźwiękowego.